# Calomicrus descarpentriesi
Calomicrus descarpentriesi là một loài bọ cánh cứng trong họ Chrysomelidae. Loài này được Codina miêu tả khoa học năm 1963.